# David Ferrer
David Ferrer Ern (phát âm tiếng Catalunya: [daˈvit feˈreɾ ˈɛɾn] (sinh ngày 2 tháng 4 năm 1982 tại Jávea/Xàbia, Tây Ban Nha) là cựu vận động viên quần vợt chuyên nghiệp người Tây Ban Nha. Là nhà vô địch Davis Cup 3 lần với đội tuyển Tây Ban Nha, Ferrer đã giành chức vô địch ở tất cả các cấp độ (ATP 250, ATP 500, Masters 1000) ngoại trừ Grand Slam và ATP Finals. Anh sống tại Valencia và trở thành tay vợt chuyên nghiệp năm 2000.
Ferrer được biết đến là một tay vợt đặc biệt nguy hiểm trên sân đất nện và là một tay vợt thuận tay phải. Anh là mẫu tay vợt cần cù, di chuyển khắp mặt sân không biết mệt mỏi.
Anh lọt vào top 10 tay vợt đơn nam của ATP lần đầu năm 2006. Vị trí cao nhất của anh là hạng 3, đạt được vào tháng 7 năm 2013.

## Cuộc đời và sự nghiệp

### 2002 - 2012
Bắt đầu từ năm 2002, anh đã tham dự Grand Slam và từ đầu năm 2002 đến năm 2012 anh đã tham gia đầy đủ tất cả giải Grand Slam nhưng thành tích cao nhất của anh chỉ là vào tới Bán kết của các giải Grand Slam trong năm mà chưa bao giờ lọt vào chung kết một giải Grand Slam vì trong thời gian anh thi đấu đã xuất hiện rất nhiều tài năng như Roger Federer, Rafael Nadal, Novak Djokovic... chứ đừng nói đến việc vô địch.
Trong năm 2012 anh cũng giành được danh hiệu Master 1000 đầu tiên trong sự nghiệp tại BNP Paribas Master sau khi đánh bại tay vợt người Ba Lan Jerzy Janowicz trong trận chung kết với tỉ số 6-4, 6-3.

### 2013: Trận chung kết Grand Slam đầu tiên
Tại giải Australia Open 2013 đầu năm anh đã xuất sắc lọt vào bán kết sau khi lội ngược dòng thắng Nicolás Almagro sau khi bị dẫn tước 2 set với các tỷ số 4-6, 4-6, 7-5, 7-6, 6-2 nhưng đã bị đánh bại ở trận bán kết khi thua Novak Djokovic qua 3 set chóng vánh 6-2, 6-2, 6-1.
Tại Pháp mở rộng 2013, Ferrer lọt vào trận chung kết Grand Slam đầu tiên mà không thua set nào. Anh đã đánh bại ba người đồng hương của mình, Albert Montañés, Feliciano López và Tommy Robredo, thắng tất cả các set liên tiếp, để lọt vào trận bán kết Grand Slam thứ sáu. Sau đó, anh đánh bại hạt giống số sáu Jo-Wilfried Tsonga để vào chung kết, nơi anh bị đương kim vô địch Rafael Nadal đánh bại. Dù không giành được danh hiệu nhưng Ferrer vẫn giành lại vị trí số 4 thế giới từ Nadal nhờ kiếm được nhiều điểm hơn năm trước, trong khi Nadal bảo vệ toàn bộ số điểm của mình từ năm 2012.
Tại Wimbledon 2013, anh đã lọt vào tới trận tứ kết trước khi bị thua Juan Martín del Potro, mặc dù chỉ được vào tới tứ kết nhưng các tay vợt mạnh khác như Roger Federer và Rafael Nadal đều sớm ra về và lọt vào trận chung kết French Open trước đó nên lần đầu tiên Ferrer đạt hạng 3 trên bảng tổng sắp đơn nam của ATP vào tháng 7 năm 2013.

### 2019: Nghỉ hưu
Vào ngày 15 tháng 8 năm 2018, ban tổ chức Hopman Cup đã thông báo rằng Ferrer sẽ đại diện cho Tây Ban Nha tại giải đấu năm 2019 cùng với Garbiñe Muguruza.
 Đây là lần xuất hiện đầu tiên của anh tại giải đấu này.
Vào ngày 28 tháng 8 năm 2018, Ferrer thông báo rằng Mùa giải 2019 sẽ là năm cuối cùng của anh ấy thi đấu quần vợt chuyên nghiệp. Anh cũng công bố danh sách sơ bộ gồm 6 giải đấu mà anh muốn thi đấu trong mùa giải cuối cùng của mình: Hopman Cup, Auckland, Buenos Aires, Acapulco, Barcelona và Madrid.
Tại Miami Masters, Ferrer đã chiến đấu từ đầu để đánh bại tay vợt số 3 thế giới Alexander Zverev. Đây là chiến thắng đầu tiên với một tay vợt top 3 của Ferrer sau gần 5 năm.
Ferrer sẽ đấu với Alexander Zverev một lần nữa tại giải đấu cuối cùng của anh, Madrid Masters. Từ thế thua 1-4 ở set đầu tiên, anh thua 4-6, 1-6 trong cả trận qua đó kết thúc sự nghiệp của mình.
Ferrer thông báo rằng anh sẽ là giám đốc mới của Barcelona Open. Albert Costa từng là giám đốc của giải đấu trong 11 năm.

## Cuộc sống cá nhân
Ferrer ủng hộ câu lạc bộ bóng đá Valencia. Anh cũng thích chơi bóng rổ.
Vào ngày 28 tháng 11 năm 2015, Ferrer kết hôn với người bạn gái lâu năm, Marta Tornel Nieto. Cặp đôi được giới thiệu với nhau vào năm 2008 bởi huấn luyện viên lúc đó của Ferrer Javier Piles và vợ của ông. Tornel có bằng cấp về đo thị lực và làm công việc bác sĩ nhãn khoa cùng gia đình cô ở Benifaió.  Vào ngày 4 tháng 5 năm 2018, Ferrer và Tornel thông báo về sự ra đời của cậu con trai Leo trên mạng xã hội.
Là một người ham đọc sách, tiểu thuyết gia yêu thích của Ferrer là Arturo Perez-Reverte và Ildefonso Falcones. Cuốn sách yêu thích của Ferrer là La Reina del Sur (Nữ hoàng phương Nam). Anh lưu giữ mọi cuốn sách mà anh đã đọc. Về việc đọc, Ferrer nói: “Tôi muốn đọc những cuốn sách giúp tôi hoàn thiện bản thân chứ không chỉ là một vận động viên quần vợt”.

## Thống kê sự nghiệp
| Giải đấu               | 2002 | 2003 | 2004 | 2005 | 2006 | 2007 | 2008 | 2009 | 2010 | 2011 | 2012 | 2013 | 2014 | 2015 | 2016 | 2017 | 2018 | SR     | Thắng-Thua | Tỉ lệ phần trăm thắng |
| ---------------------- | ---- | ---- | ---- | ---- | ---- | ---- | ---- | ---- | ---- | ---- | ---- | ---- | ---- | ---- | ---- | ---- | ---- | ------ | ---------- | --------------------- |
| Grand Slam tournaments |      |      |      |      |      |      |      |      |      |      |      |      |      |      |      |      |      |        |            |                       |
| Australian Open        | A    | 1R   | 2R   | 1R   | 4R   | 4R   | QF   | 3R   | 2R   | SF   | QF   | SF   | QF   | 4R   | QF   | 3R   | 1R   | 0 / 16 | 41-16      | 72%                   |
| French Open            | Q2   | 2R   | 2R   | QF   | 3R   | 3R   | QF   | 3R   | 3R   | 4R   | SF   | F    | QF   | QF   | 4R   | 2R   | 1R   | 0 / 16 | 44–16      | 73%                   |
| Wimbledon              | A    | 2R   | 2R   | 1R   | 4R   | 2R   | 3R   | 3R   | 4R   | 4R   | QF   | QF   | 2R   | A    | 2R   | 3R   | 1R   | 0 / 15 | 28–15      | 65%                   |
| Mỹ Mở rộng             | A    | 1R   | 1R   | 3R   | 3R   | SF   | 3R   | 2R   | 4R   | 4R   | SF   | QF   | 3R   | 3R   | 3R   | 1R   | 1R   | 0 / 16 | 32–16      | 67%                   |
| Thắng-Thua             | 0–0  | 2–4  | 3–4  | 6–4  | 10–4 | 11–4 | 12–4 | 7–4  | 9–4  | 14–4 | 18–4 | 19–4 | 10–4 | 9–3  | 10–4 | 5–4  | 0–4  | 0 / 63 | 145–63     | 70%                   |

## Các trận chung kết quan trọng

### Chung kết Grand Slam

#### Đơn: 1 (1 á quân)
| Kết quả | Năm  | Giải đấu    | Mặt sân | Đối thủ      | Tỷ số         |
| ------- | ---- | ----------- | ------- | ------------ | ------------- |
| Á quân  | 2013 | French Open | Đất nện | Rafael Nadal | 3–6, 2–6, 3–6 |

### Chung kết ATP Finals

#### Đơn: 1 (1 á quân)
| Kết quả | Năm  | Giải đấu             | Mặt sân  | Đối thủ       | Tỷ số         |
| ------- | ---- | -------------------- | -------- | ------------- | ------------- |
| Á quân  | 2007 | ATP Finals, Shanghai | Cứng (i) | Roger Federer | 2–6, 3–6, 2–6 |

### Trận tranh huy chương Olympic

#### Đôi: 1 trận tranh huy chương đồng (0–1)
| Kết quả | Năm  | Giải đấu        | Mặt sân | Đồng đội        | Đối thủ                          | Tỷ số         |
| ------- | ---- | --------------- | ------- | --------------- | -------------------------------- | ------------- |
| Hạng 4  | 2012 | London Olympics | Cỏ      | Feliciano López | Julien Benneteau Richard Gasquet | 6–7(4–7), 2–6 |

### Chung kết Masters 1000

#### Đơn: 7 (1 danh hiệu, 6 á quân)
| Kết quả | Năm  | Giải đấu            | Mặt sân  | Đối thủ        | Tỷ số              |
| ------- | ---- | ------------------- | -------- | -------------- | ------------------ |
| Á quân  | 2010 | Rome Masters        | Đất nện  | Rafael Nadal   | 5–7, 2–6           |
| Á quân  | 2011 | Monte Carlo Masters | Đất nện  | Rafael Nadal   | 4–6, 5–7           |
| Á quân  | 2011 | Shanghai Masters    | Cứng     | Andy Murray    | 5–7, 4–6           |
| Vô địch | 2012 | Paris Masters       | Cứng (i) | Jerzy Janowicz | 6–4, 6–3           |
| Á quân  | 2013 | Miami Masters       | Cứng     | Andy Murray    | 6–2, 4–6, 6–7(1–7) |
| Á quân  | 2013 | Paris Masters       | Cứng (i) | Novak Djokovic | 5–7, 5–7           |
| Á quân  | 2014 | Cincinnati Masters  | Cứng     | Roger Federer  | 3–6, 6–1, 2–6      |

## Các trận chung kết ATP

### Đơn: 52 (27 danh hiệu, 25 á quân)
| Giải đấu                          |
| --------------------------------- |
| Grand Slam (0–1)                  |
| ATP World Tour Finals (0–1)       |
| ATP World Tour Masters 1000 (1–6) |
| ATP World Tour 500 Series (10–9)  |
| ATP World Tour 250 Series (16–8)  |

| Mặt sân         |
| --------------- |
| Cứng (12–10)    |
| Đất nện (13–15) |
| Cỏ (2–0)        |
| Thảm (0–0)      |

| Kiểu sân           |
| ------------------ |
| Ngoài trời (17–17) |
| Trong nhà (3–1)    |

| Kết quả | Thắng-Thua | Ngày                      | Giải đấu                                                         | Mặt sân  | Đối thủ               | Tỷ số                        |
| ------- | ---------- | ------------------------- | ---------------------------------------------------------------- | -------- | --------------------- | ---------------------------- |
| Á quân  | 0–1        | ngày 21 tháng 7 năm 2002  | Croatia Open, Umag, Croatia                                      | Đất nện  | Carlos Moyà           | 2–6, 3–6                     |
| Vô địch | 1–1        | ngày 9 tháng 9 năm 2002   | BRD Năstase Ţiriac Trophy, Bucharest, Romania                    | Đất nện  | José Acasuso          | 6–3, 6–2                     |
| Á quân  | 1–2        | ngày 4 tháng 8 năm 2003   | Orange Prokom Open, Sopot, Ba Lan                                | Đất nện  | Guillermo Coria       | 5–7, 1–6                     |
| Á quân  | 1–3        | ngày 10 tháng 4 năm 2005  | Valencia Open 500, Valencia, Tây Ban Nha                         | Đất nện  | Igor Andreev          | 3–6, 7–5, 3–6                |
| Vô địch | 2–3        | ngày 17 tháng 7 năm 2006  | Mercedes Cup, Stuttgart, Đức                                     | Đất nện  | José Acasuso          | 6–4, 3–6, 6–7(3–7), 7–5, 6–4 |
| Vô địch | 3–3        | ngày 13 tháng 1 năm 2007  | Heineken Open, Auckland, New Zealand                             | Cứng     | Tommy Robredo         | 6–4, 6–2                     |
| Vô địch | 4–3        | ngày 15 tháng 7 năm 2007  | Swedish Open, Båstad, Thụy Điển                                  | Đất nện  | Nicolás Almagro       | 6–1, 6–2                     |
| Vô địch | 5–3        | ngày 7 tháng 10 năm 2007  | Japan Open Tennis Championships, Tokyo, Nhật Bản                 | Cứng     | Richard Gasquet       | 6–1, 6–2                     |
| Á quân  | 5–4        | ngày 18 tháng 11 năm 2007 | Tennis Masters Cup, Shanghai, Trung Quốc                         | Cứng (i) | Roger Federer         | 2–6, 3–6, 2–6                |
| Vô địch | 6–4        | ngày 20 tháng 4 năm 2008  | Valencia Open 500, Valencia, Tây Ban Nha                         | Đất nện  | Nicolás Almagro       | 4–6, 6–2, 7–6(7–2)           |
| Á quân  | 6–5        | ngày 4 tháng 5 năm 2008   | Barcelona Open, Barcelona, Tây Ban Nha                           | Đất nện  | Rafael Nadal          | 1–6, 6–4, 1–6                |
| Vô địch | 7–5        | ngày 21 tháng 6 năm 2008  | Rosmalen Grass Court Championships, 's-Hertogenbosch, Hà Lan     | Cỏ       | Marc Gicquel          | 6–4, 6–2                     |
| Á quân  | 7–6        | ngày 28 tháng 2 năm 2009  | Barclays Dubai Tennis Championships, Dubai, UAE                  | Cứng     | Novak Djokovic        | 5–7, 3–6                     |
| Á quân  | 7–7        | ngày 26 tháng 4 năm 2009  | Barcelona Open, Barcelona, Tây Ban Nha (2)                       | Đất nện  | Rafael Nadal          | 2–6, 5–7                     |
| Á quân  | 7–8        | ngày 21 tháng 2 năm 2010  | ATP Buenos Aires, Buenos Aires, Argentina                        | Đất nện  | Juan Carlos Ferrero   | 7–5, 4–6, 3–6                |
| Vô địch | 8–8        | ngày 27 tháng 2 năm 2010  | Abierto Mexicano Telcel, Acapulco, Mexico                        | Đất nện  | Juan Carlos Ferrero   | 6–3, 3–6, 6–1                |
| Á quân  | 8–9        | ngày 2 tháng 5 năm 2010   | Rome Masters, Rome, Ý                                            | Đất nện  | Rafael Nadal          | 5–7, 2–6                     |
| Á quân  | 8–10       | ngày 10 tháng 10 năm 2010 | China Open, Beijing, Trung Quốc                                  | Cứng     | Novak Djokovic        | 2–6, 4–6                     |
| Vô địch | 9–10       | ngày 7 tháng 11 năm 2010  | Valencia Open 500, Valencia, Tây Ban Nha (2)                     | Cứng (i) | Marcel Granollers     | 7–5, 6–3                     |
| Vô địch | 10–10      | ngày 15 tháng 1 năm 2011  | Heineken Open, Auckland, New Zealand (2)                         | Cứng     | David Nalbandian      | 6–3, 6–2                     |
| Vô địch | 11–10      | ngày 26 tháng 2 năm 2011  | Abierto Mexicano Telcel, Acapulco, Mexico (2)                    | Đất nện  | Nicolás Almagro       | 7–6(7–4), 6–7(2–7), 6–2      |
| Á quân  | 11–11      | ngày 17 tháng 4 năm 2011  | Monte Carlo Masters, Monte Carlo, Monaco                         | Đất nện  | Rafael Nadal          | 4–6, 5–7                     |
| Á quân  | 11–12      | ngày 24 tháng 4 năm 2011  | Barcelona Open, Barcelona, Tây Ban Nha (3)                       | Đất nện  | Rafael Nadal          | 2–6, 4–6                     |
| Á quân  | 11–13      | ngày 17 tháng 7 năm 2011  | Swedish Open, Båstad, Thụy Điển                                  | Đất nện  | Robin Söderling       | 2–6, 2–6                     |
| Á quân  | 11–14      | ngày 16 tháng 10 năm 2011 | Shanghai Masters, Shanghai, Trung Quốc                           | Cứng     | Andy Murray           | 5–7, 4–6                     |
| Vô địch | 12–14      | ngày 14 tháng 1 năm 2012  | Heineken Open, Auckland, New Zealand (3)                         | Cứng     | Olivier Rochus        | 6–3, 6–4                     |
| Vô địch | 13–14      | ngày 26 tháng 2 năm 2012  | Copa Claro, Buenos Aires, Argentina                              | Đất nện  | Nicolás Almagro       | 4–6, 6–3, 6–2                |
| Vô địch | 14–14      | ngày 3 tháng 3 năm 2012   | Abierto Mexicano Telcel, Acapulco, Mexico (3)                    | Đất nện  | Fernando Verdasco     | 6–1, 6–2                     |
| Á quân  | 14–15      | ngày 29 tháng 4 năm 2012  | Barcelona Open, Barcelona, Tây Ban Nha (4)                       | Đất nện  | Rafael Nadal          | 6–7(1–7), 5–7                |
| Vô địch | 15–15      | ngày 23 tháng 6 năm 2012  | Rosmalen Grass Court Championships, 's-Hertogenbosch, Hà Lan (2) | Cỏ       | Philipp Petzschner    | 6–3, 6–4                     |
| Vô địch | 16–15      | ngày 15 tháng 7 năm 2012  | Swedish Open, Båstad, Thụy Điển (2)                              | Đất nện  | Nicolás Almagro       | 6–2, 6–2                     |
| Vô địch | 17–15      | ngày 28 tháng 10 năm 2012 | Valencia Open 500, Valencia, Tây Ban Nha (3)                     | Cứng (i) | Alexandr Dolgopolov   | 6–1, 3–6, 6–4                |
| Vô địch | 18–15      | ngày 4 tháng 11 năm 2012  | BNP Paribas Masters, Paris, Pháp                                 | Cứng (i) | Jerzy Janowicz        | 6–4, 6–3                     |
| Vô địch | 19–15      | ngày 13 tháng 1 năm 2013  | Heineken Open, Auckland, New Zealand (4)                         | Cứng     | Philipp Kohlschreiber | 7–6(7–5), 6–1                |
| Vô địch | 20–15      | ngày 24 tháng 2 năm 2013  | Copa Claro, Buenos Aires, Argentina (2)                          | Đất nện  | Stanislas Wawrinka    | 6–4, 3–6, 6–1                |
| Á quân  | 20–16      | ngày 3 tháng 3 năm 2013   | Abierto Mexicano Telcel, Acapulco, Mexico (3)                    | Đất nện  | Rafael Nadal          | 0–6, 2–6                     |
| Á quân  | 20–17      | ngày 31 tháng 3 năm 2013  | Sony Open Tennis, Miami, Mỹ                                      | Cứng     | Andy Murray           | 6–2, 4–6, 6–7(1–7)           |
| Á quân  | 20–18      | ngày 5 tháng 5 năm 2013   | Portugal Open, Oeiras, Bồ Đào Nha                                | Đất nện  | Stanislas Wawrinka    | 1–6, 4–6                     |
| Á quân  | 20–19      | ngày 9 tháng 6 năm 2013   | French Open, Paris, Pháp                                         | Đất nện  | Rafael Nadal          | 3–6, 2–6, 3–6                |
| Á quân  | 20–20      | ngày 20 tháng 10 năm 2013 | Stockholm Open, Thụy Điển                                        | Cứng (i) | Grigor Dimitrov       | 6–2, 3–6, 4–6                |
| Á quân  | 20–21      | ngày 27 tháng 10 năm 2013 | Valencia Open 500, Tây Ban Nha                                   | Cứng (i) | Mikhail Youzhny       | 3–6, 5–7                     |
| Á quân  | 20–22      | ngày 3 tháng 11 năm 2013  | Paris Masters, Pháp                                              | Cứng (i) | Novak Djokovic        | 5–7, 5–7                     |
| Vô địch | 21–22      | ngày 16 tháng 2 năm 2014  | Copa Claro, Argentina (3)                                        | Đất nện  | Fabio Fognini         | 6–4, 6–3                     |
| Á quân  | 21–23      | ngày 20 tháng 7 năm 2014  | International German Open, Đức                                   | Đất nện  | Leonardo Mayer        | 7–6(7–3), 1–6, 6–7(4–7)      |
| Á quân  | 21–24      | ngày 17 tháng 8 năm 2014  | Cincinnati Masters, Mỹ                                           | Cứng     | Roger Federer         | 3–6, 6–1, 2–6                |
| Á quân  | 21–25      | ngày 19 tháng 10 năm 2014 | Vienna Open, Áo                                                  | Cứng (i) | Andy Murray           | 7–5, 2–6, 5–7                |
| Vô địch | 22–25      | 10 tháng 1 năm 2015       | Qatar Open, Qatar                                                | Cứng     | Tomáš Berdych         | 6–4, 7–5                     |
| Vô địch | 23–25      | 22 tháng 2 năm 2015       | Rio Open, Brazil                                                 | Đất nện  | Fabio Fognini         | 6–2, 6–3                     |
| Vô địch | 24–25      | 28 tháng 2 năm 2015       | Mexican Open, Mexico (4)                                         | Cứng     | Kei Nishikori         | 6–3, 7–5                     |
| Vô địch | 25–25      | 4 tháng 10 năm 2015       | ATP Malaysian Open, Kuala Lumpur, Malaysia                       | Cứng (i) | Feliciano López       | 7–5, 7–5                     |
| Vô địch | 26–25      | 25 tháng 10 năm 2015      | Vienna Open, Vienna, Áo                                          | Cứng (i) | Steve Johnson         | 4–6, 6–4, 7–5                |
| Vô địch | 27–25      | 23 tháng 7 năm 2017       | 2017 Swedish Open, Swedish Open, Thụy Điển                       | Đất nện  | Alexandr Dolgopolov   | 6–4, 6–4                     |

### Đôi: 3 (2 danh hiệu, 1 á quân)
| Giải đấu                          |
| --------------------------------- |
| Grand Slam tournaments (0–0)      |
| ATP World Tour Finals (0–0)       |
| ATP World Tour Masters 1000 (0–0) |
| ATP World Tour 500 Series (1–1)   |
| ATP World Tour 250 Series (1–0)   |

| Mặt sân       |
| ------------- |
| Cứng (0–0)    |
| Đất nện (2–1) |
| Cỏ (0–0)      |
| Thảm (0–0)    |

| Kiểu sân         |
| ---------------- |
| Ngoài trời (2–1) |
| Trong nhà (0–0)  |

| kết quả | Thắng-Thua | Ngày         | Giải đấu             | Cấp độ        | Mặt sân | Đồng đội         | Đối thủ                       | Tỷ số         |
| ------- | ---------- | ------------ | -------------------- | ------------- | ------- | ---------------- | ----------------------------- | ------------- |
| Á quân  | 0–1        | Th3 năm 2003 | Mexican Open, Mexico | Intl. Gold    | Đất nện | Fernando Vicente | Mark Knowles Daniel Nestor    | 3–6, 3–6      |
| Vô địch | 1–1        | Th2 năm 2005 | Chile Open, Chile    | International | Đất nện | Santiago Ventura | Gastón Etlis Martín Rodríguez | 6–3, 6–4      |
| Vô địch | 2–1        | Th2 năm 2005 | Mexican Open, Mexico | Intl. Gold    | Đất nện | Santiago Ventura | Jiří Vaněk Tomáš Zíb          | 4–6, 6–1, 6–4 |

## Liên kết
- David Ferrer trên trang chủ ATP (tiếng Anh)
- Trang chủ của David Ferrer Lưu trữ ngày 9 tháng 2 năm 2008 tại Wayback Machine
- Kết quả các trận đấu gần đây của Ferrer Lưu trữ ngày 30 tháng 9 năm 2007 tại Wayback Machine
- Lịch sử xếp hạng thế giới của Ferrer Lưu trữ ngày 30 tháng 9 năm 2007 tại Wayback Machine
- Thống kê về David Ferrer Lưu trữ ngày 12 tháng 11 năm 2007 tại Wayback Machine